# Monza Historic
Organisée la première fois en 2015, Monza Historic est une compétition de voitures historiques de courses créé par Peter Auto. Située sur l'Autodrome nationale de Monza en Italie, cet événement rassemble sept plateaux by Peter Auto ainsi que le plateau invité : le FIA Lurani Trophy et ses Formule Junior.

## Histoire
Du 10 ou 12 juillet 2015, Peter Auto organise la première édition du Monza Historic sur l'un des circuits les plus rapides au monde l' Autodromo Nazionale di Monza en Italie, sur un tracé long de 5,793 kilomètres. Il rassemble plus de 200 véhicules historiques de compétition.
La seconde édition a eu lieu du 30 juin au 2 juillet 2017 où de nouveau 200 véhicules se sont affrontés sur le circuit.

## Les plateaux
- Classic Endurance Racing : Porsche 908, Lola T70, Gulf Mirage ...
- Sixties' Endurance : Lotus 15, AC Cobra, Jaguar Type E ...
- Heritage Touring Cup : Ford Escort, BMW 3.0 CSL, Jaguar XJ12C Broadspeed ...
- Trofeo Nastro Rosso : ISO A3 C, Ferrari 250 GT Berlinetta SWB, Maserati 250S ...
- Group C Racing : Porsche 962, Peugeot 905, Jaguar XJR-14 ...
- Euro F2 Classic : Formule 2 du Championnat d'Europe entre 1967 et 1978
- FIA Lurani Trophy : Lotus 27 ...

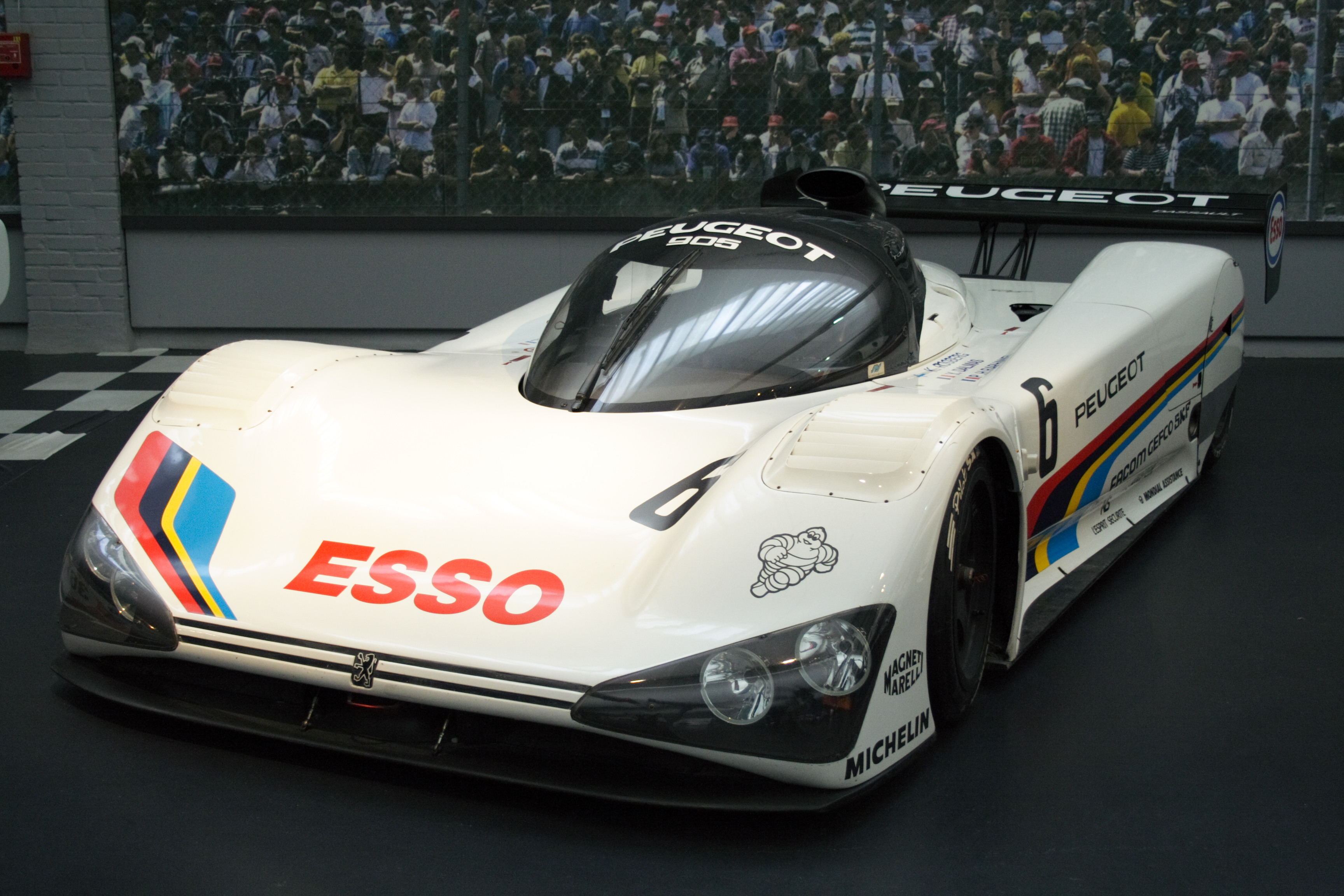
Peugeot 905
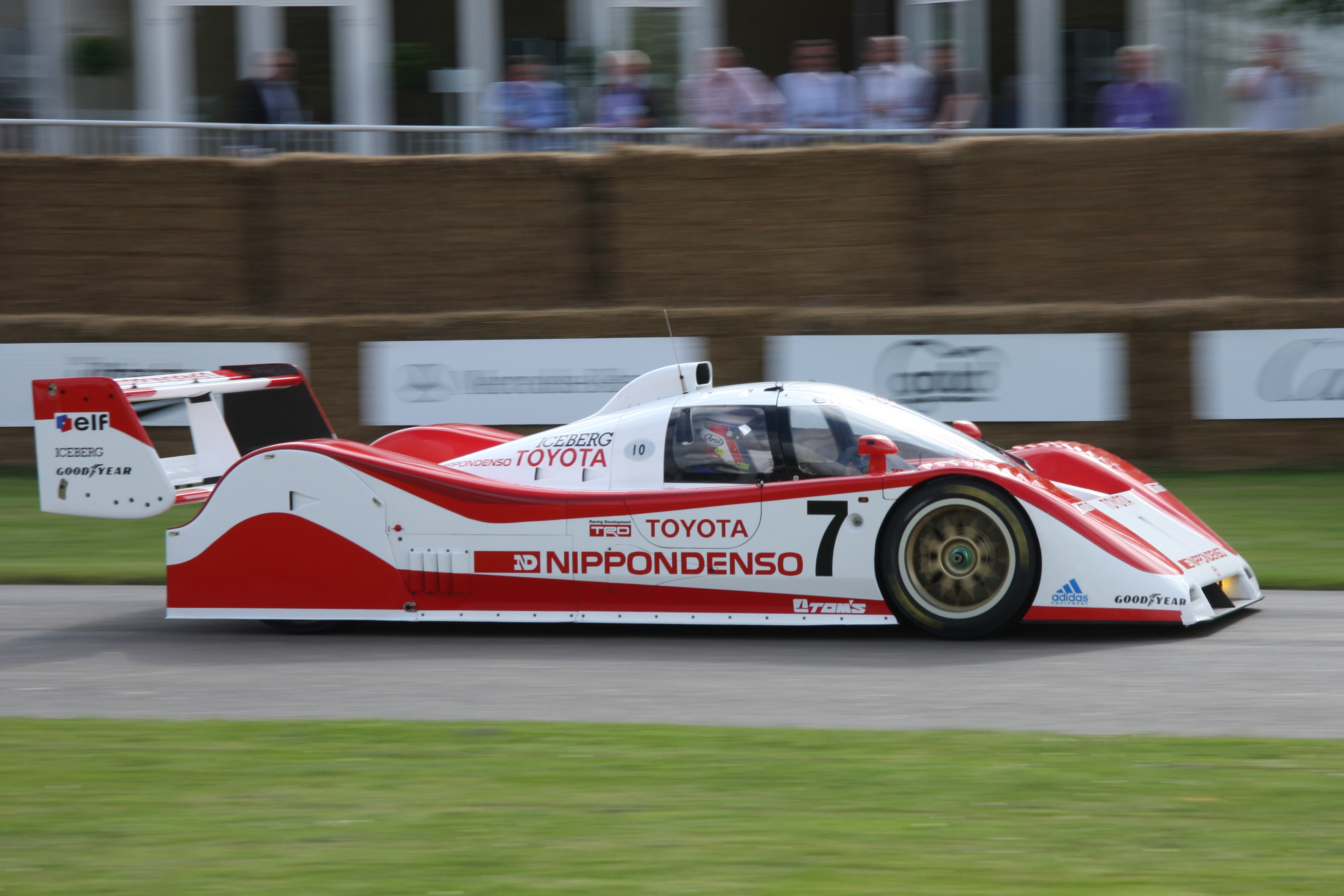
Toyota TS010
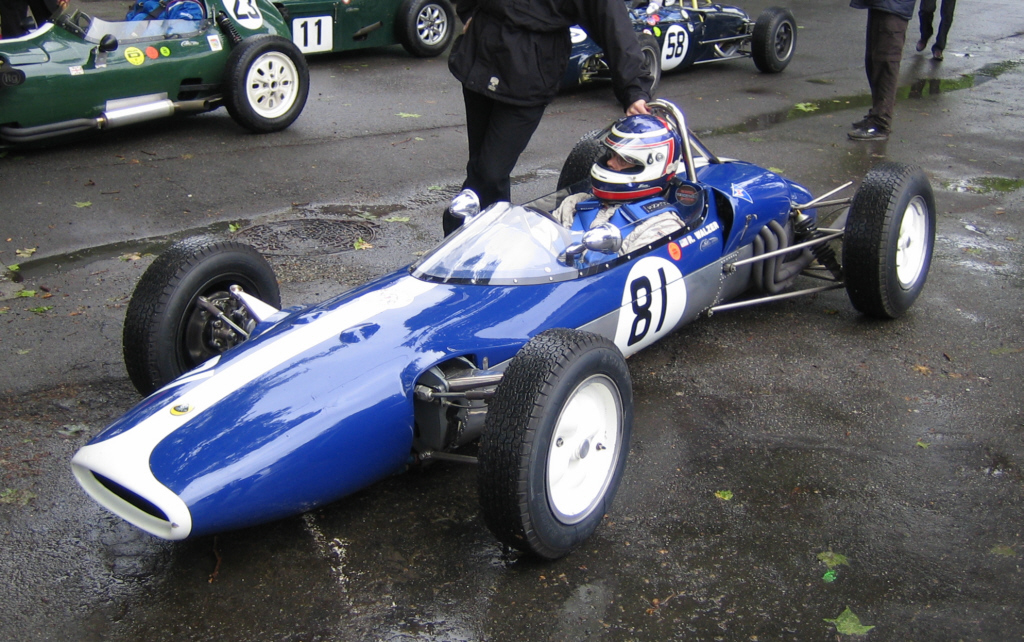
Lotus 27
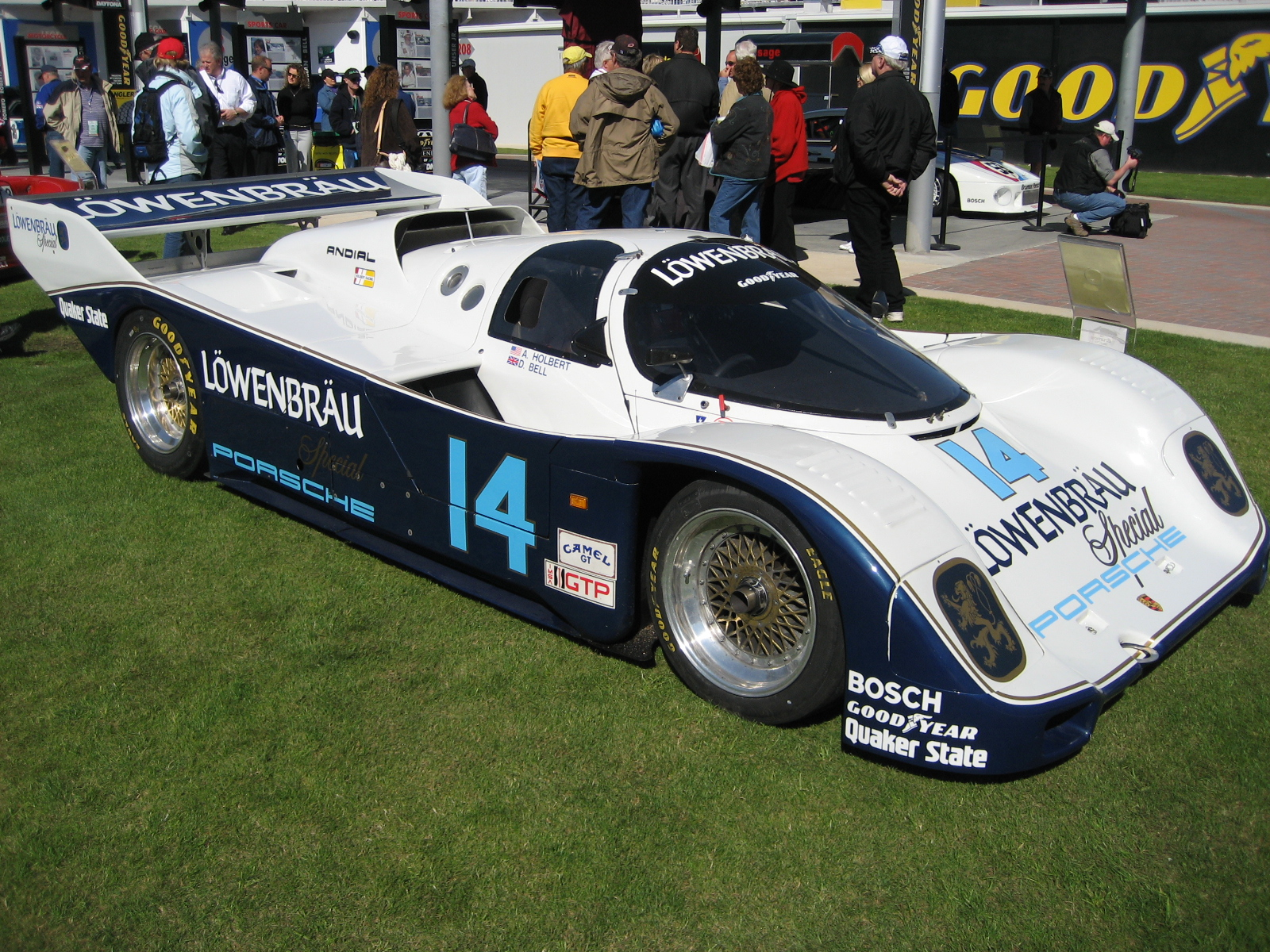
Porsche 962
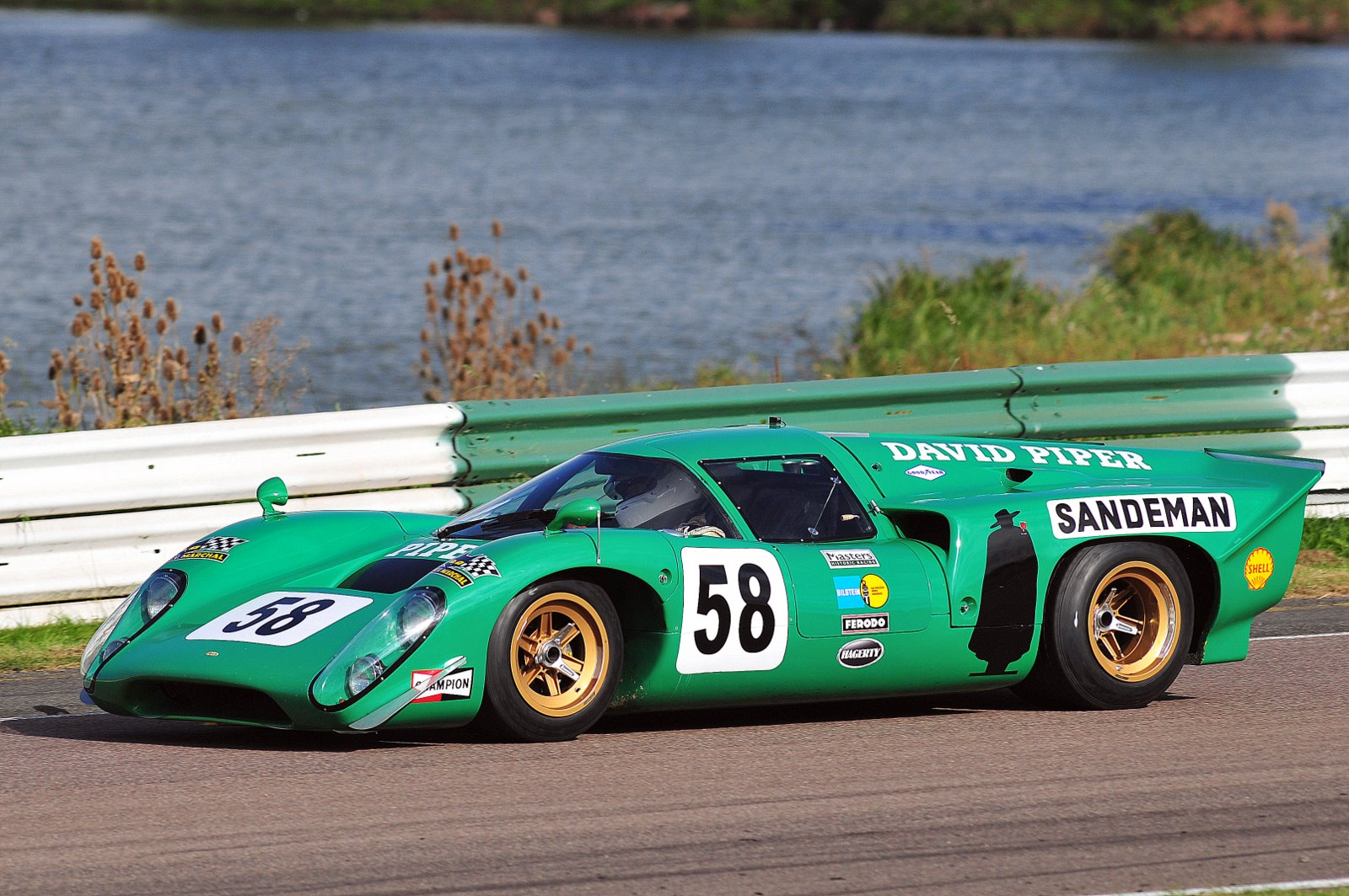
Lola T70